# Будейовіцька (станція метро)
50°02′40″ пн. ш. 14°26′56″ сх. д. / 50.04444° пн. ш. 14.44889° сх. д.
Будейовіцька (чеськ. Budějovická) — станція празького метрополітену знаходиться на лінії C між станціями «Панкрац» і «Качеров».

## Історія
Станція була відкрита 9 травня 1974 року у складі першої черги празького метро.

## Розташування
Станція розташована у районі Панкрац під Будейовіцькою вулицею. Обидва виходи виводять в бік ТРЦ «DBK Budějovická», готелю Ilf і адміністрації району Прага 4. Також від станції розходяться приміські автобусні маршрути.

## Архітектура і оформлення
Конструкція станції — однопрогінна (глибина закладення — 9 м) з однією острівною платформою.